# Leonid Wassiljewitsch Nikolajew
Leonid Wassiljewitsch Nikolajew (russisch Леонид Васильевич Николаев, * 17. Maijul. / 30. Mai 1904greg. in Sankt Petersburg; † 29. Dezember 1934 in Leningrad) war der Mörder des sowjetischen Politikers Sergei Kirow.

## Leben
Leonid Nikolajew wurde in Sankt Petersburg geboren. Sein Vater entstammte einer Bauernfamilie aus dem gdowschen Dorf Maljakowschtschina am Peipus-See (heute an der russisch-estnischen Grenze). Nach dem Tod des Vaters 1907 wuchs Leonid bei seiner Mutter auf, die als Putzfrau in einem Straßenbahndepot arbeitete. Er besuchte zunächst eine städtische Schule und später eine Lehranstalt der Kommunistischen Partei. Vom Wehrdienst in der Armee wurde Nikolajew aus gesundheitlichen Gründen freigestellt (er litt als Kind an Rachitis und wurde deswegen nur 1,50 Meter groß).
In den 1920er Jahren nahm Nikolajew verschiedene Arbeitsstellen an. Er arbeitete als Schlossergehilfe, als Angestellter des kommunistischen Jugendverbands Komsomol und schließlich als Ausbilder im Parteigeschichtlichen Institut des Leningrader Gebietskomitees der Kommunistischen Partei. Seit 1924 war er Parteimitglied. Zu Beginn der 1930er Jahre wurde er aufgrund häufiger Konflikte mit den Vorgesetzten aus der Partei ausgeschlossen, jedoch 1934 wieder aufgenommen.
Nikolajew war seit 1925 mit Milda Petrowna Draule verheiratet und hatte mit ihr zwei Kinder.

### Die Ermordung Kirows
Bereits am 15. Oktober 1934 wurde Nikolajew in der Nähe des Hauses des hochrangigen Parteifunktionärs Sergei Kirow festgenommen. Bei seiner Durchsuchung fand man zwar eine Waffe, die Ermittler des NKWD setzten ihn aber dennoch wieder auf freien Fuß.
Am 1. Dezember 1934 passte Nikolajew Kirow vor dessen Büro im Smolny ab und schoss mehrmals mit einem Revolver auf ihn, wobei bereits der erste Schuss in Kirows Nacken tödlich wirkte. Anschließend versuchte Nikolajew, sich selbst durch einen Kopfschuss umzubringen, der Schuss ging jedoch daneben, da ein am Tatort zufällig anwesender Handwerker einen Schraubenzieher auf Nikolajew warf und ihn ins Gesicht traf. Nikolajew wurde sogleich vom Wachpersonal festgenommen. Er wurde im Laufe der Ermittlungen auch durch Stalin persönlich verhört. Die sowjetische Führung interpretierte den Mord an Kirow auf Geheiß Stalins als einen politischen Mord und sah Nikolajew als Mitglied eines Verschwörungskreises an. Demgegenüber behauptete Nikolajew, den Mord ausschließlich aus Eifersucht begangen zu haben: So soll Kirow einigen Augenzeugenberichten zufolge eine Liebesbeziehung zu Nikolajews Frau Milda Draule gehabt haben, und zwischen den Schüssen auf Kirow und seinem Suizidversuch soll Nikolajew „Ich habe mich gerächt!“ ausgerufen haben.
Durch Zusammenstellung teils gefälschter Indizien wurde Nikolajew ein Prozess wegen Beteiligung an einer terroristischen Organisation namens Leningrader Zentrum gemacht. Innerhalb eines Monats wurde er zum Tode verurteilt und zusammen mit 12 weiteren Hauptverdächtigen sowie 103 weiteren Personen, die sich illegal in der Sowjetunion aufhielten, erschossen. Es folgten weitere Verhaftungen alter Kader, denen nun konterrevolutionäre Bestrebungen vorgeworfen wurden.
Nikolajews Frau Milda Draule wurde zunächst aus der Partei ausgeschlossen und im März 1935 ebenfalls erschossen. Insgesamt 117 Familienangehörige und Bekannte Nikolajews wurden nach seiner Tat verhaftet und getötet, darunter seine Mutter und seine Geschwister. Nikolajews Sohn Marks Leonidowitsch Draule wurde in ein Kinderheim gegeben. Nikolajews Frau wurde 1991 posthum rehabilitiert, sein Sohn Marks erst 2005 auf Antrag als Opfer politischer Verfolgung anerkannt.